# Arthur Sard
Arthur Sard (* 28. Juli 1909 in New York City; † 31. August 1980 in Basel) war ein amerikanischer Mathematiker, der für seine Arbeiten auf dem Gebiet der Differentialtopologie und der Spline-Approximation bekannt ist. Besonders berühmt ist der Satz von Sard, der besagt, dass die Menge der kritischen Werte einer genügend oft differenzierbaren Funktion Maß null besitzt.

## Leben
Arthur Sard wuchs in New York City auf und verbrachte dort auch den größten Teil seines Lebens. Er besuchte das Friends Seminary, eine Privatschule in Manhattan, und studierte anschließend an der Harvard University, wo er 1931 den Bachelor-, 1932 den Masterabschluss und 1936 den Ph.D. erhielt. Seine Doktorarbeit trug den Titel The measure of the critical values of functions („Das Maß der kritischen Werte von Funktionen“). Er gehörte danach zu den ersten Dozenten des neu gegründeten Queens College, an dem er von 1937 bis 1970 unterrichtete.
Während des Krieges arbeitete er in der Applied Mathematics Group der Columbia University (AMG-C) mit, die im Auftrag des Applied Mathematics Panel mathematische Forschung, hauptsächlich im Bereich der Feuerleitanlagen für Maschinengewehre auf Bombern, betrieb. Saunders Mac Lane schrieb über Sard: “His judicious judgments kept AMG-C on a straight course, […]” (deutsch: „Seine überlegten Urteile hielten AMC-C auf Kurs,“).
Sard emeritierte 1970 am Queens College und ging nach La Jolla, ein Stadtteil San Diegos, wo er fünf Jahre als research associate am Mathematikdepartement der University of California, San Diego arbeitete. 1975 zog er nach Binningen bei Basel und unterrichtete an verschiedenen europäischen Universitäten und Forschungsinstituten. 1978 und 79 war er Gastprofessor an der Universität Siegen, 1978 wurde er durch die Akademie der Wissenschaften der UdSSR als Gastredner eingeladen. Arthur Sard starb am 31. August 1980 in Basel.
Von 1938 bis zu seinem Tod veröffentlichte Sard fast 40 Forschungsartikel in renommierten Fachzeitschriften. Außerdem schrieb er zwei Monographien: 1963 das Buch Linear Approximation und 1971, zusammen mit Sol Weintraub, A Book of Splines. Laut der Buchsprechung der Deutschen Mathematiker-Vereinigung sei das „inhaltsreiche“ Linear Approximation „ein wesentlicher Beitrag zur Theorie der Approximation von Integralen, Ableitungen, Funktionswerten und Summen“.

## Werke
Sard publizierte 38 Forschungsartikel und diese beiden Monographien:
- Arthur Sard: Linear approximation. 2. Auflage. American Mathematical Society, Providence, Rhode Island 1963, ISBN 0-8218-1509-1 (Mathematical Surveys and Monographs. Band 9).
- Arthur Sard, Sol Weintraub: A Book of Splines. John Wiley & Sons Inc, New York 1971, ISBN 0-471-75415-3.